# Улица Бесики
Улица Бесики (груз. ბესიკის ქუჩა) — улица в Тбилиси, в районе Мтацминда. От проспекта Руставели до переулка Ниагвари, за которым переходит в улицу Мтацминда.
Названа в честь грузинского поэта и общественного деятеля Бесики (Виссариона Габашвили, 1750—1791).

## История
Прежнее название улицы — Давыдовская, так как по ней проходил путь к храму Давида на горе Мтацминда

## Достопримечательности

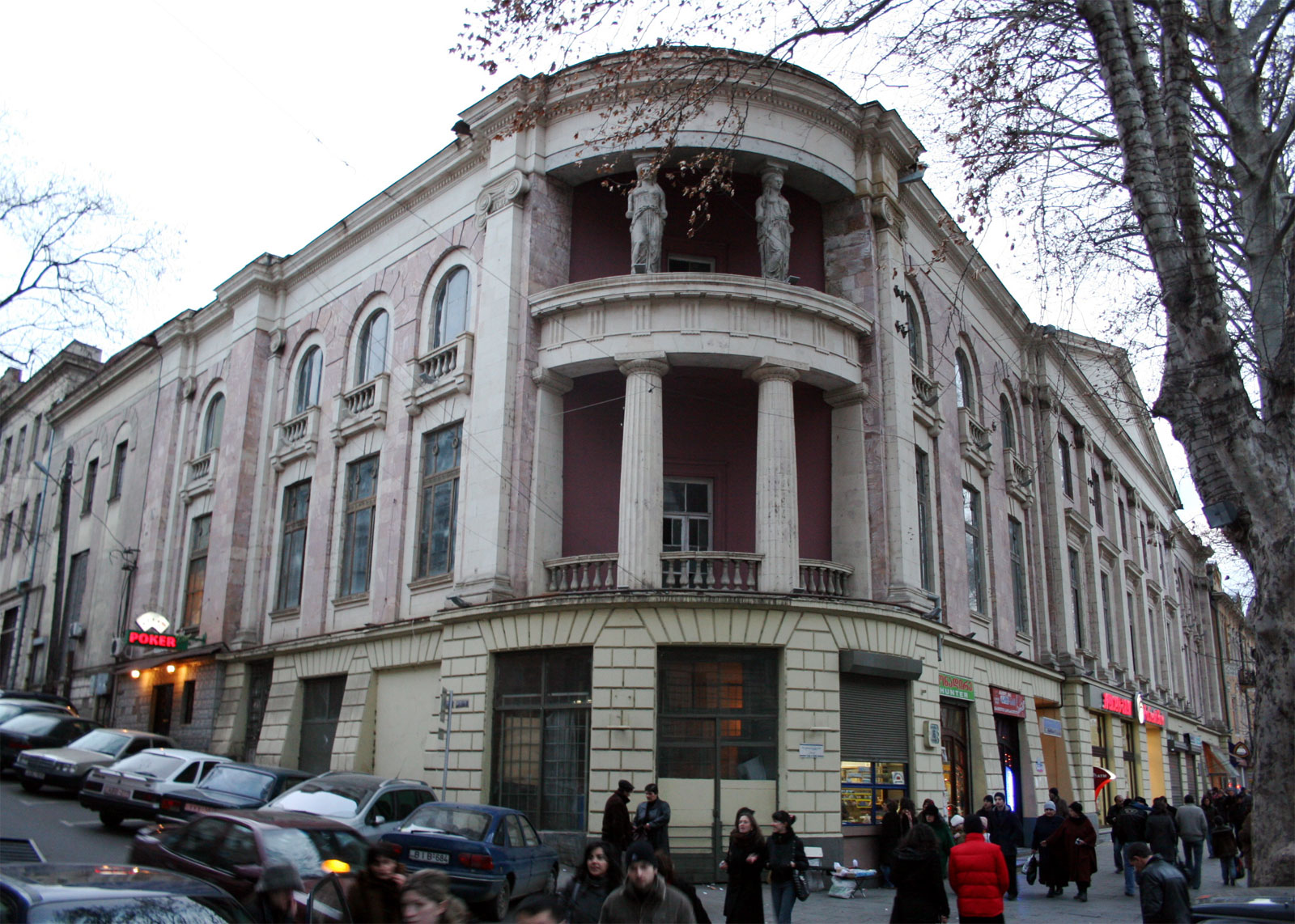
Бывшее Офицерское собрание

Бывшее Офицерское собрание (1916, архитектор Д. Числиев)
д. 24 — Дом-музей Джалила Мамедкулизаде

## Известные жители
В доме бывшего Офицерского собрания прошли детские и юношеские годы, 1929—1946, будущего чемпиона мира по шахматам Тиграна Петросяна (мемориальная доска)
Зинаида Гиппиус
д. 24 — Джалил Мамедкулизаде
д. 34 — Кирилл Нинидзе, член Учредительного собрания Грузии (1918—1921)